# St.-Wolfgangs-Kapelle (Distelhausen)

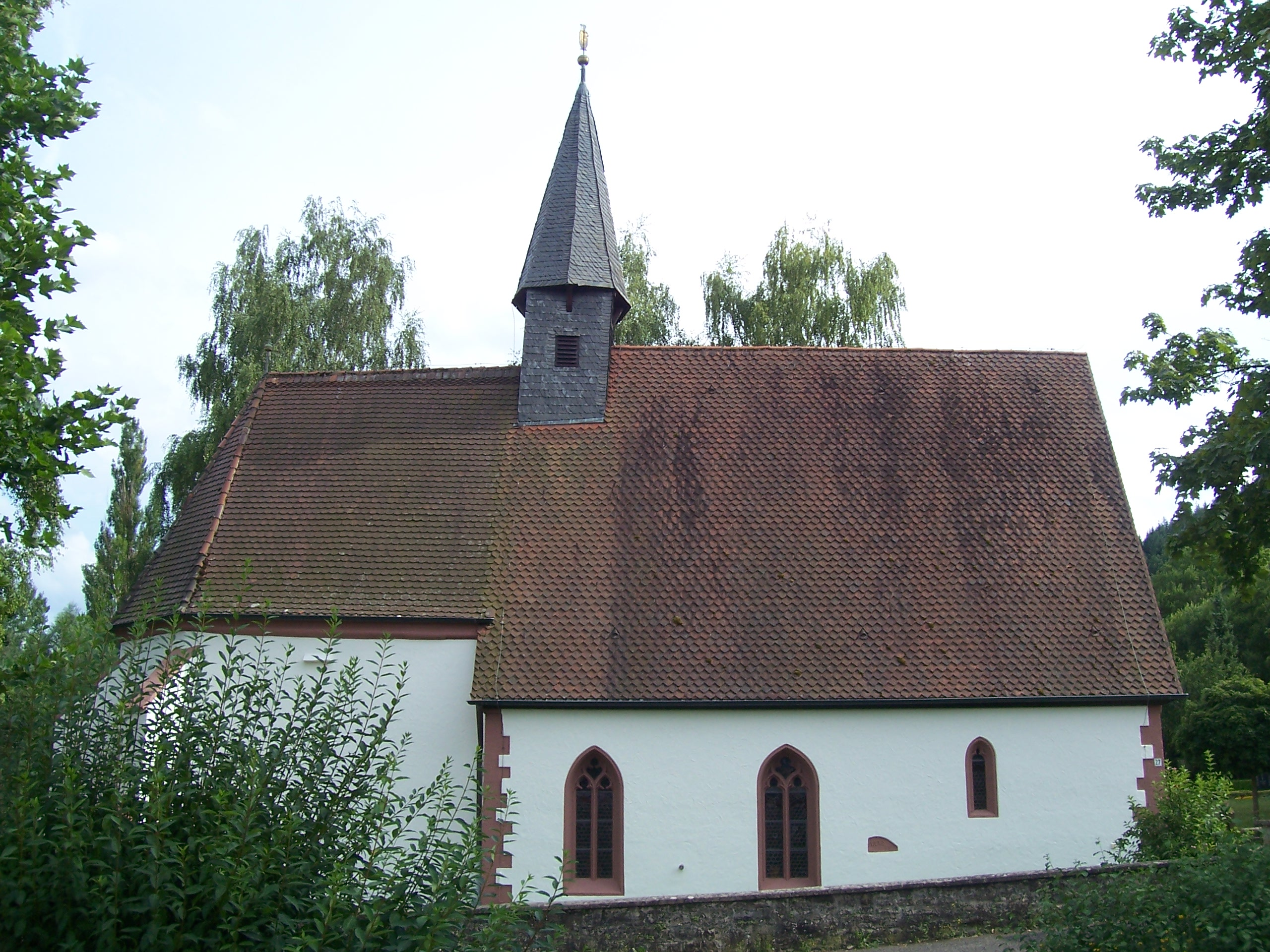
Die Wolfgangskapelle in Distelhausen

Die St.-Wolfgangs-Kapelle (auch Wolfgangskapelle) ist eine im 15. Jahrhundert erbaute Wallfahrtskapelle in Distelhausen, einem Stadtteil von Tauberbischofsheim im Main-Tauber-Kreis in Baden-Württemberg. Sie gehört zur Seelsorgeeinheit Tauberbischofsheim im Dekanat Tauberbischofsheim des Erzbistums Freiburg. Seit 1472 findet der Distelhäuser Pfingstritt (auch: St.-Wolfgangs-Ritt) zur St.-Wolfgangs-Kapelle statt.

## Geschichte

### Stiftung der Wolfgangskapelle
Die Distelhäuser Wolfgangskapelle wurde im 15. Jahrhundert gestiftet, um Wolfgangspilger auf dem Weg nach St. Wolfgang am Wolfgangsee (früher Abersee) zu unterstützen. Heute liegt der Friedhof von Distelhausen an der Kapelle.

Ansichten der St.-Wolfgangs-Kapelle in Distelhausen
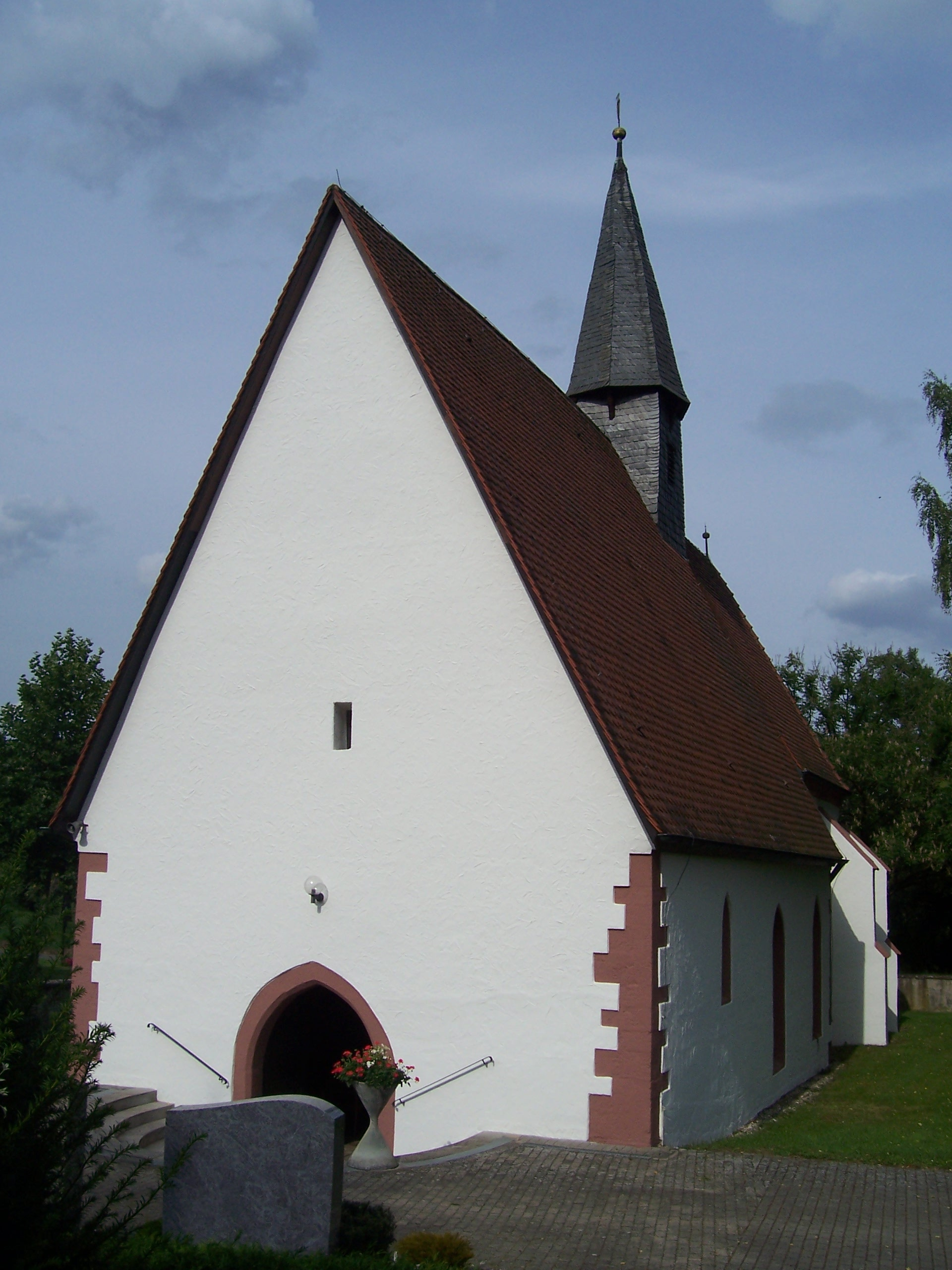
Portalseite der Wolfgangskapelle
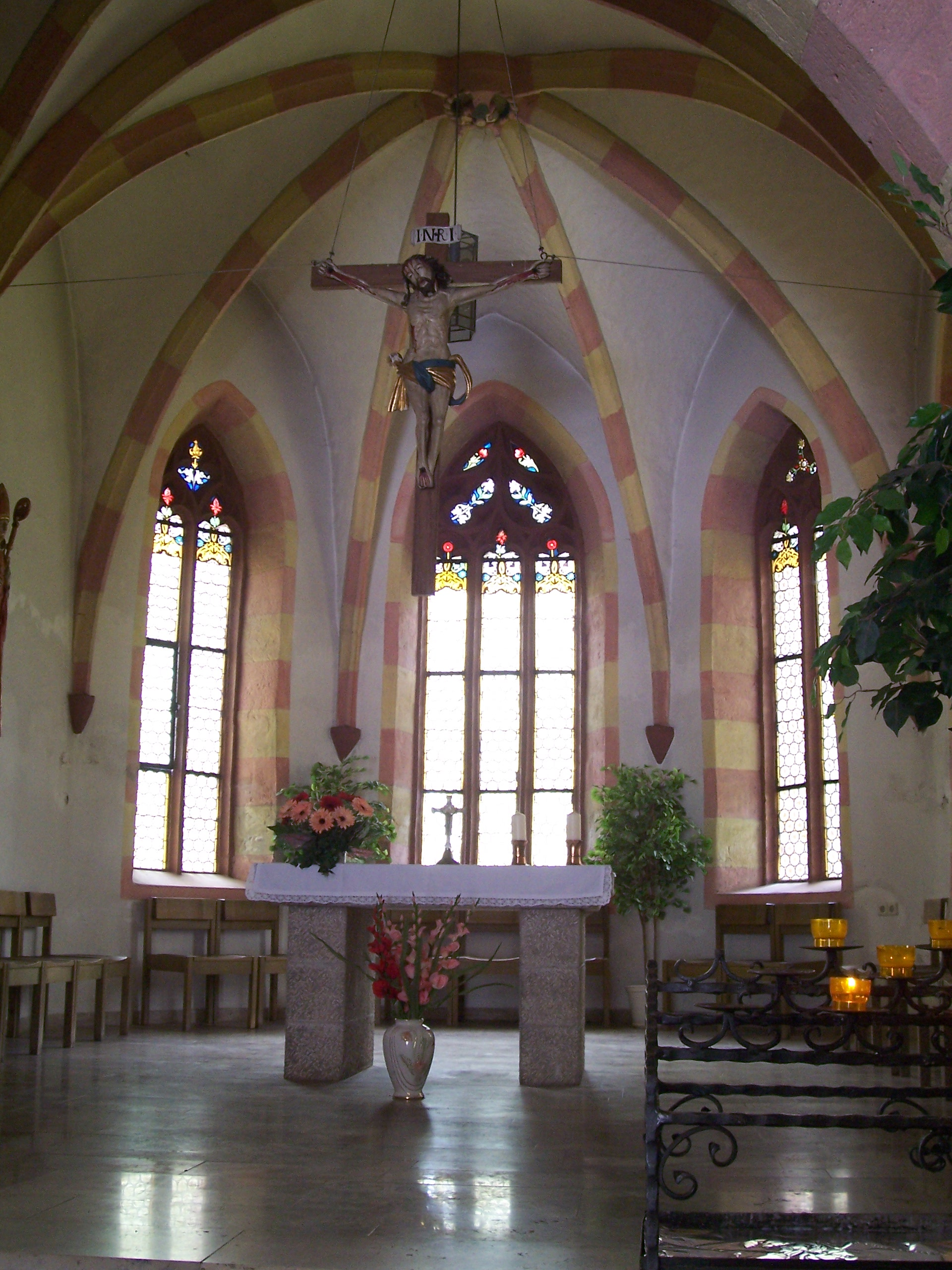
Chor der Wolfgangskapelle
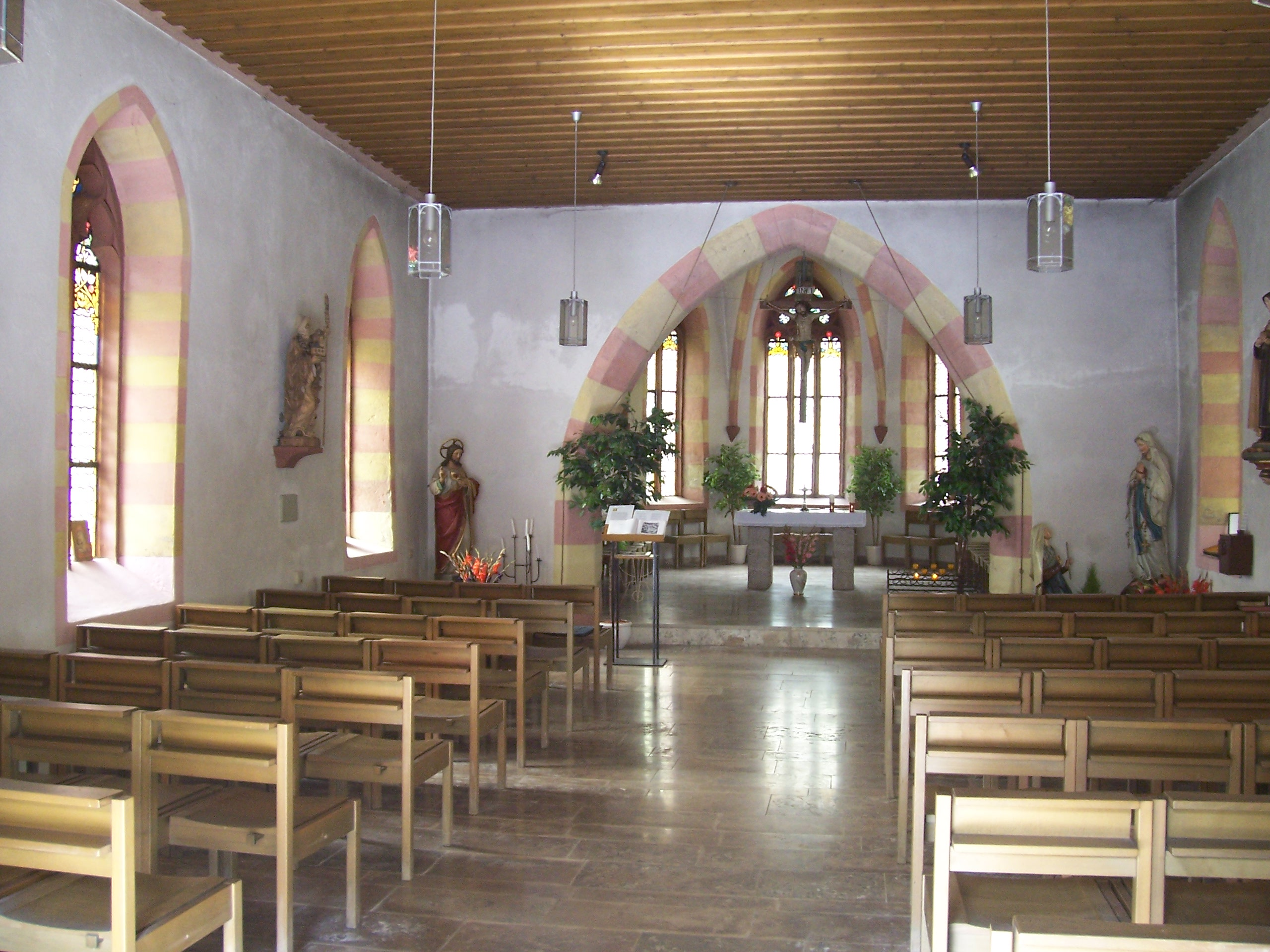
Innenraum der Kapelle
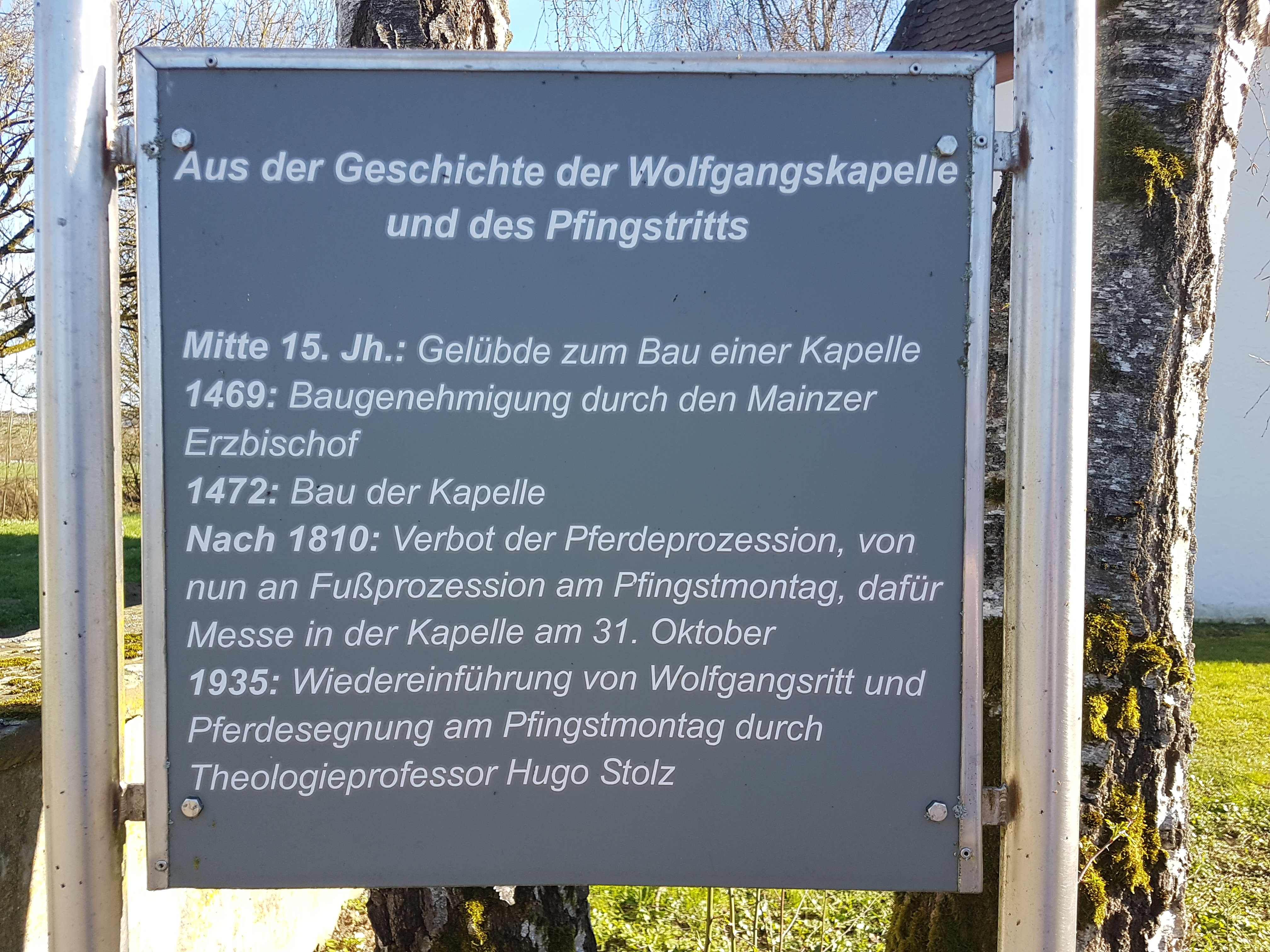
Informationstafel über die Wolfgangskapelle und den Pfingstritt

### Kreuzweg
An der in Richtung Lauda gelegenen südlichen Mauer des Friedhofs beginnt ein vierzehn Stationen umfassender Kreuzweg, der bis zur Wolfgangskapelle führt.

### Distelhäuser Pfingstritt

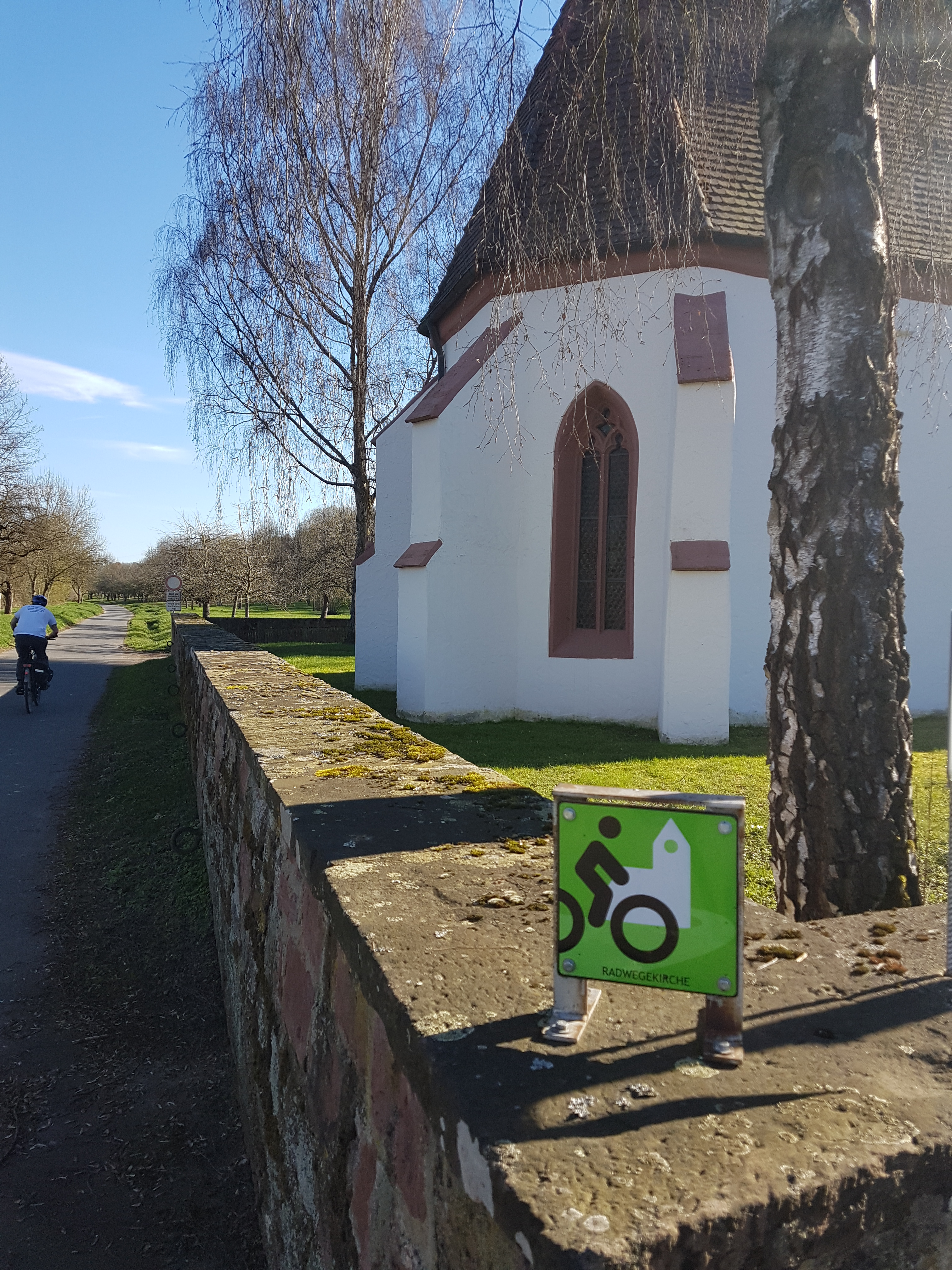
Radwegekirchensymbol an der Wolfgangskapelle am Taubertalradweg (2017)

Seit 1472 findet jährlich am Pfingstmontag der St.-Wolfgangs-Ritt zur Kapelle statt. Gläubige aus nah und fern treffen sich bei diesem Kirchenfest mit langer Tradition an der Wolfgangskapelle, um in einem Festgottesdienst den heiligen Wolfgang um Fürbitte gegen alle Krankheiten von Mensch und Tier anzurufen. Anschließend werden beim Distelhäuser Pfingstritt Reiter, Kutschfahrer und Pferde gesegnet.

Distelhäuser Pfingstritt
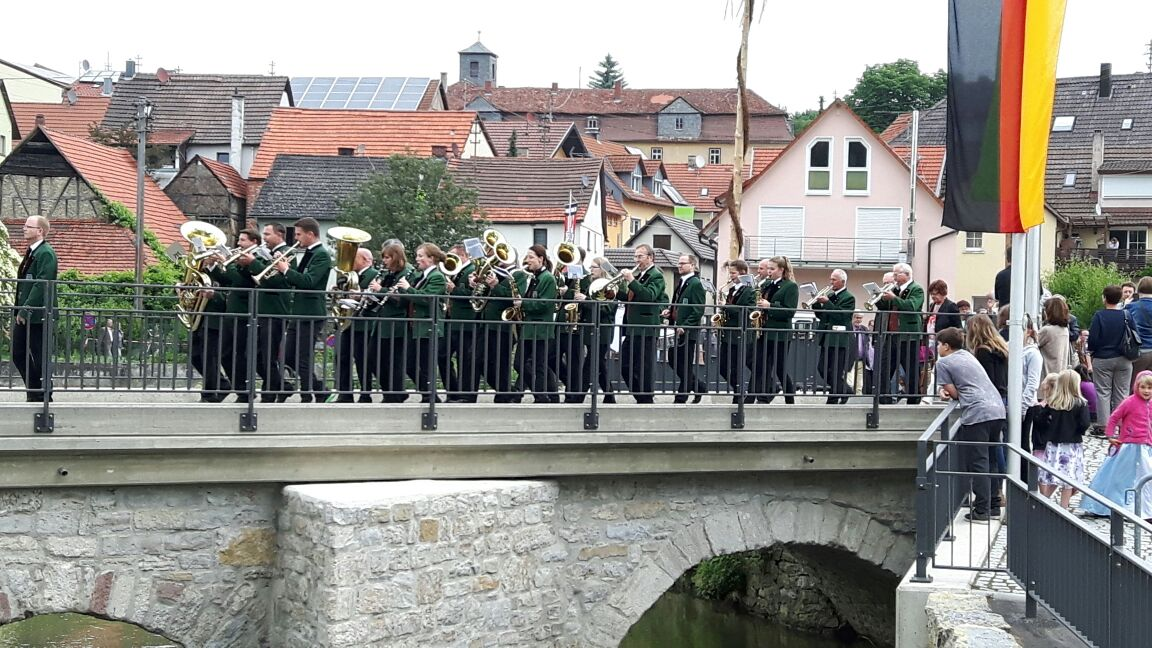
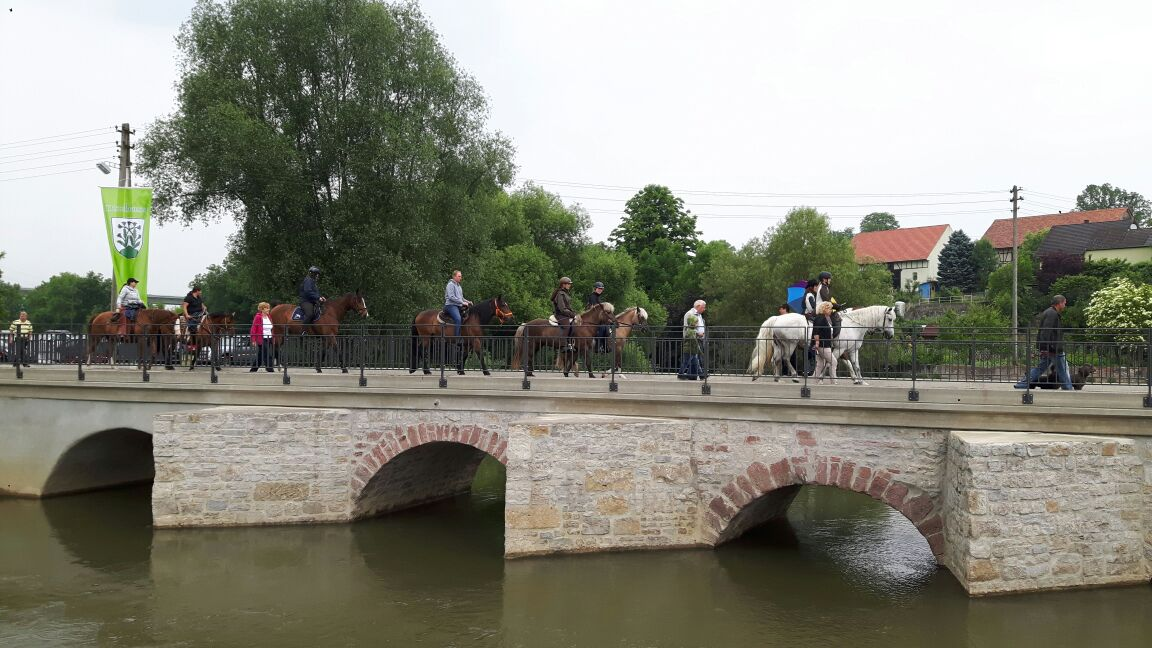
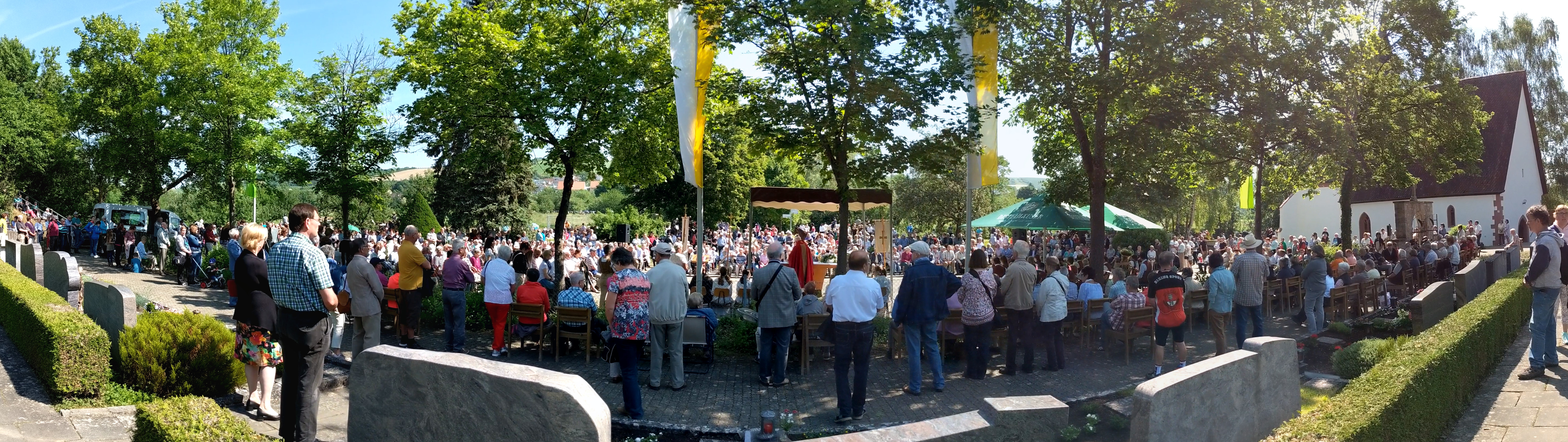

## Denkmalschutz
Die Kapelle befindet sich bei der Wolfgangstraße 27 (Flst.Nr. 0-5935, 0-5956 0-5959) und steht als Teil der Sachgesamtheit Friedhof mit Kapelle (St.-Wolfgangskapelle sowie Abendanz-Sarkophag jeweils § 28), Umfassungsmauer, Tor, Kreuzweg und historischen Grabmalen unter Denkmalschutz.

## Radwegekirche
Die St.-Wolfgangs-Kapelle ist mit ihrer Lage am Taubertalradweg als Radwegekirche ausgewiesen.